# River Sorn
River Sorn är ett vattendrag i Storbritannien.   Det ligger i riksdelen Skottland, i den västra delen av landet, 600 km nordväst om huvudstaden London. River Sorn ligger på ön Islay.